# Geschiedenis van het Oude Egypte
| Prehistorisch Egypte pre–3100 v. Chr. |
| Oude Egypte Proto-dynastieke periode 3200-3032 v.Chr. Vroeg-dynastieke periode 3032–2686 v. Chr. Oude Rijk 2686–2181 v. Chr. Eerste tussenperiode 2181–2055 v. Chr. Middenrijk 2055–1650 v. Chr. Tweede tussenperiode 1650–1550 v. Chr. Nieuwe Rijk 1550–1069 v. Chr. Derde tussenperiode 1069–664 v. Chr. Late periode 664–332 v. Chr. |
| Grieks Egypte 332–30 v. Chr. Alexandrijnse Oorlog 48 v. Chr. |
| Romeins Egypte 30 v. Chr.–640 CE |
| Vroeg-islamitisch Egypte 640-1517 Kruisvaardersinvasie van Egypte 1154-1169 |
| Ottomaans Egypte 1517–1867 Franse bezetting 1798–1801 Semi-autonome provincie 1801-1882 Kedivaat Egypte 1867–1914 |
| Modern Egypte Britse overheersing 1882–1953 Sultanaat Egypte 1914–1922 Egyptische Revolutie van 1919 Koninkrijk Egypte 1922–1953 Egyptische Revolutie van 1952 |
| Republiek 1953–nu Vrije Officieren en Nasser 1952-1970 Verenigde Arabische Republiek 1958–1961 Verenigde Arabische Staten 1958–1961 Egypte onder Sadat 1970-1981 Egypte onder Moebarak 1981-2011 Egyptische Revolutie van 2011 Protesten en staatsgreep in 2013                                                                         |
| Portaal Geschiedenis Portaal Egypte |

In de geschiedenis van Egypte begint de periode van het oude Egypte (3300 – 332 v.Chr.) waar de prehistorie van Egypte eindigde. Deze periode werd opgevolgd door de periode van Macedonisch Egypte en Ptolemeïsche rijk (332 – 30 v.Chr.).

## Periodes
Onder het  oude Egypte, ook wel faraonisch Egypte genoemd, wordt doorgaans verstaan de beschaving of beschavingen in Egypte tussen circa 3300 v.Chr. en 332 v.Chr. Sommigen stellen dat rond 3300 v.Chr. Egypte werd verenigd tot één staat; volgens anderen zou pas koning Narmer rond 3100 v.Chr. heel huidig Egypte onder zijn macht hebben verenigd, en de stad Memphis hebben gesticht, die vermoedelijk zijn hoofdstad werd. Weer anderen stellen dat koning Menes (3032-3000 v.Chr.) als eerste Egypte in één rijk verenigde. De hoofdstad of –steden zouden tot 332 v.Chr. vaak van plaats veranderen.
Historici hebben de 27 eeuwen vanaf Menes (3032 v.Chr.) verdeeld in periodes, verwijzend naar het feit dat Egypte soms verenigd was in één rijk (vroeg-dynastieke periode, Oude Rijk, Middenrijk, enz.) en tussenperiodes waarin dit niet het geval was:
- Proto-dynastieke periode, ook wel dynastie 0 of Naqada III genoemd (ca. 3300-3032 v.Chr.)
- Vroeg-dynastieke periode (ca. 3032-2639 v.Chr.) = 1e - 3e dynastie
- Oude Rijk (ca. 2639-2216 v.Chr.) = 4e - 6e dynastie
- Eerste tussenperiode (ca. 2216-2040 v.Chr.) = 7e - 10e dynastie
- Middenrijk (ca. 2040-1793 v.Chr.) = 11e - 12e dynastie
- Tweede tussenperiode (ca. 1793-1550 v.Chr.) = 13e - 17e dynastie
- Nieuwe Rijk (ca. 1550-1070 v.Chr.) = 18e - 20e dynastie
- Derde tussenperiode (ca. 1070-712 v.Chr.) = 21e - 24e dynastie
- Late periode (712-332 v.Chr.) = 25e - 31e dynastie

## Levensonderhoud en cultuur

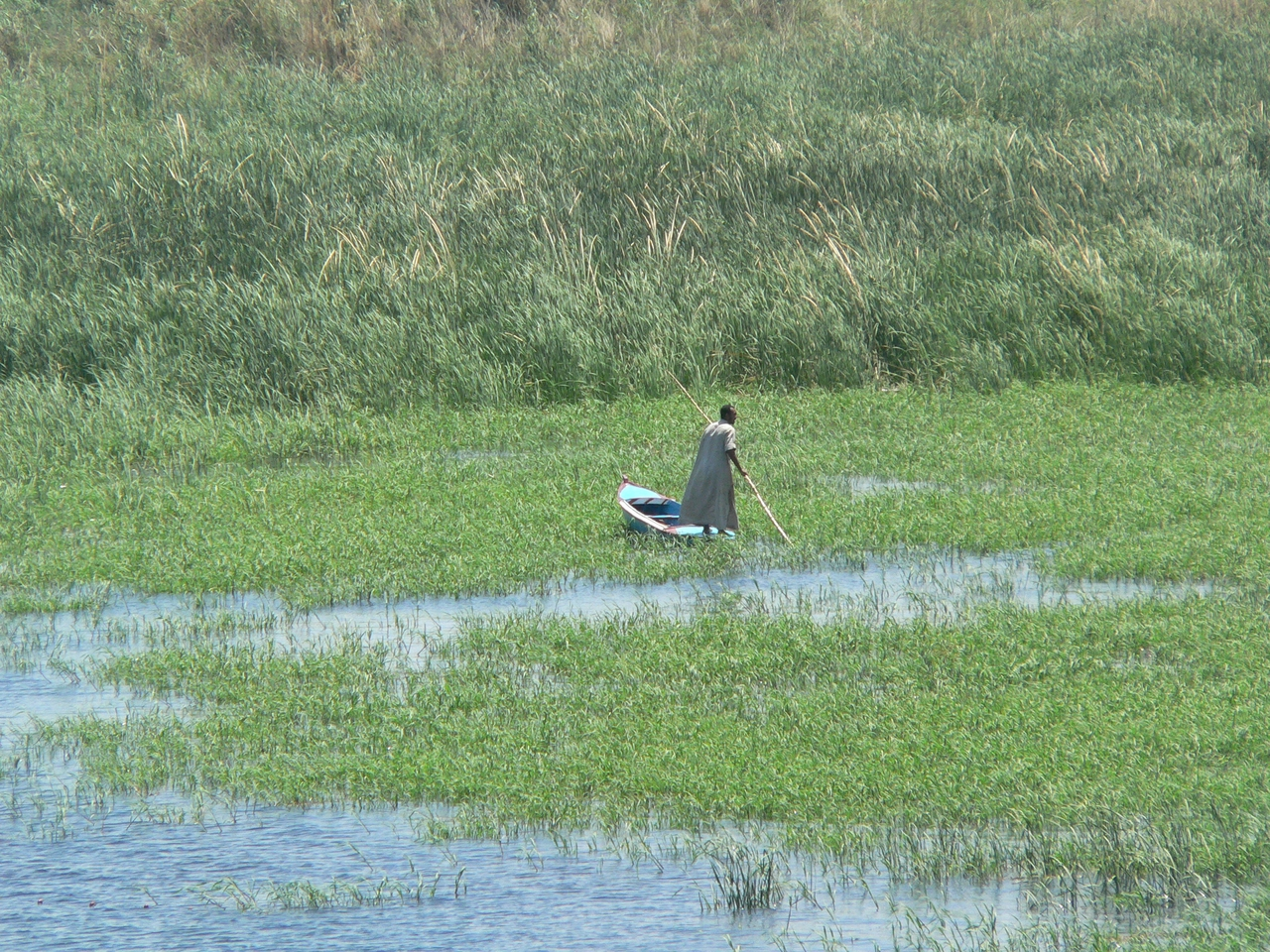
Moeras langs de Nijl

De oude Egyptenaren verbouwden emmertarwe (een verwante van tarwe), gerst, gierst, fenegriek, dadels, wilde vijgen, druiven en vlas; men fokte vee verwant aan de Afrikaanse zeboe, ezels, varkens, geiten en schapen; men harpoeneerde vis uit de Nijl, en strikte watervogels.
Rond 3000 v.C. werd het Egyptische hiërogliefenschrift ontwikkeld.
Het oude Egypte kende een kleine elite van koningen, edelen en priesters.

## Piramides
Koning Djoser (regerend 2690-2670 v.Chr.) was de eerste farao van wie bekend is dat hij zich liet begraven in een piramide als grafmonument. Na hem zouden nog tot ongeveer 1600 v.Chr. koningen in piramides begraven worden. In totaal zijn er vandaag circa tachtig piramides in Egypte over.
Over piramides werd wel verondersteld en beweerd dat ze door slaven zijn gebouwd; tegenwoordig gaat men er echter van uit dat ze, onder leiding van speciaal opgeleide deskundigen, werden gebouwd door boeren, tegen beloning, in het seizoen dat er op het land geen werk was.

## Imperialisme
Rond 2600 v.Chr. (4e dynastie) voerden koningen militaire expedities uit naar Koesj in Nubië (het huidige Zuid-Egypte en Noord-Soedan), met als doel mijnbouw en handel in ivoor, goud, wierook etc. Rond 2000-1800 v.Chr. (Middenrijk) werd de controle over Nubië versterkt middels expedities en forten aan de grenzen, wegens bovengenoemde producten, en ook mirre, oliën, etc.
De Sinaï werd rond 2000-1800 v.Chr. geëxploreerd voor turquoise en andere kostbare gesteenten.

## Invasie van de Hyksos
Vanaf ongeveer 1793 v.Chr. is er een instroom van immigranten uit Palestina. Tussen ongeveer 1730 en 1580 v.Chr. overheersten deze Aziatische nomaden te paard Egypte, of delen van Egypte, met name het noorden. De Egyptische naam voor deze mensen: hekaw-khasut (‘heersers uit vreemde landen’) werd in het Grieks verbasterd tot Hyksos. Rond 1550 v.Chr. verdreef Ahmose I de Hyksos definitief.

## Nieuwe Rijk
Het Nieuwe Rijk (1550-1070 v.Chr.) beslaat de 18e, 19e en 20e dynastie. De laatste twee dynastieën worden ook wel de Ramessidentijd genoemd. Dit is de periode waarin het oude Egypte op het hoogtepunt van zijn macht was. De Egyptenaren breidden ook hun gezag uit richting Syrië, dat wil zeggen de Levant.

### Religie

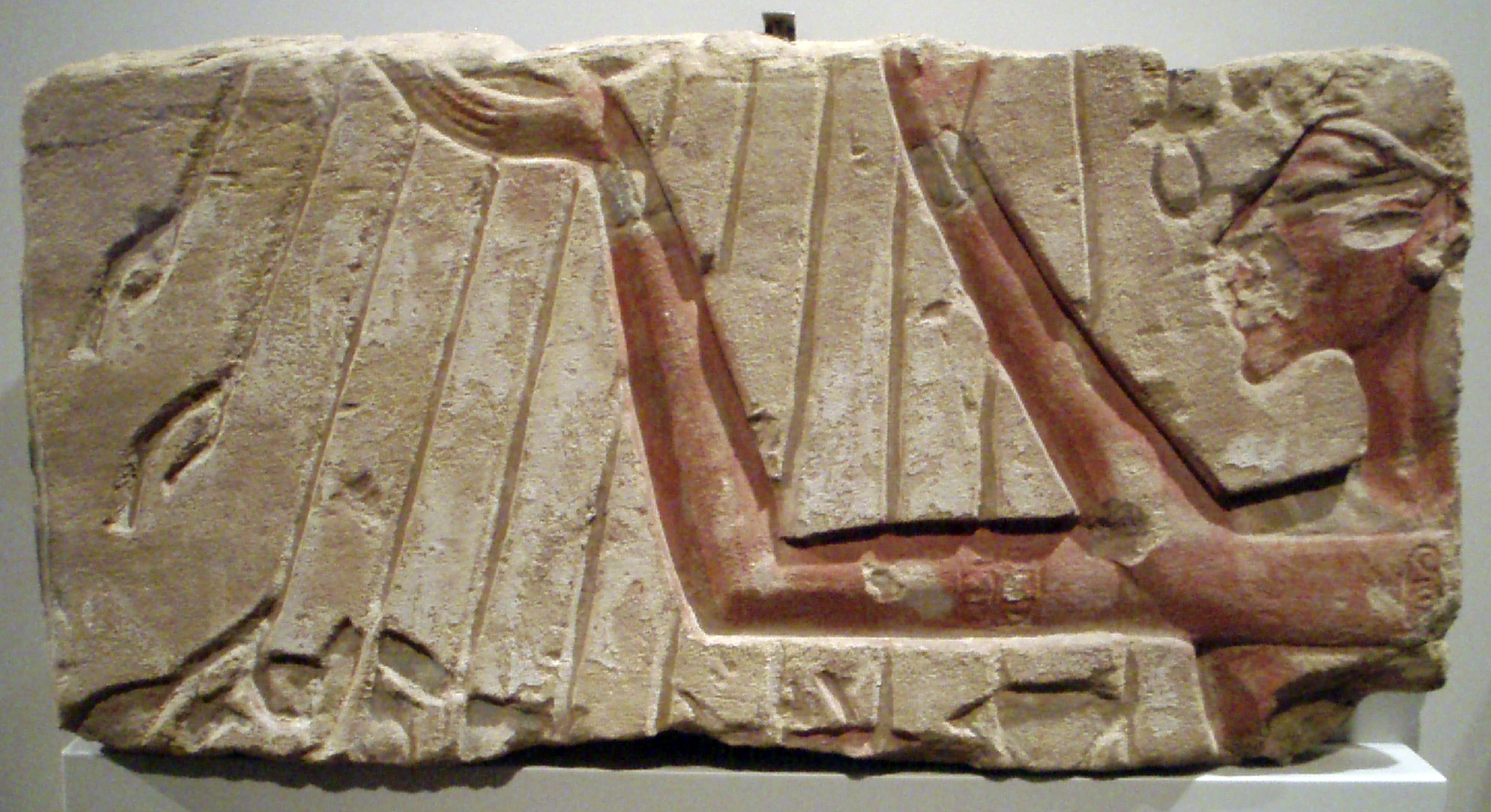
Reliëf van de zonneschijf van Aton, gedateerd 1350 voor Chr.

Traditioneel vereerde de Egyptenaar een groot aantal goden. Farao Amenhotep IV (ca. 1351-1333 v.Chr.) liet alleen nog toe dat Aton, de zonneschijf, als god werd aanbeden, en hij veranderde zijn naam in Achnaton. Zijn opvolger Toetanchaton (1333-1323 v.Chr.) herstelde de traditionele religie en veranderde zijn naam in Toetanchamon. Ook deze naam verwijst naar een god, namelijk Amon.

## Opgesplitst en herenigd
Tijdens de Derde Tussenperiode viel het rijk uiteen en werden de delen door vreemde heersers geregeerd, eerst door Libiërs en dan door Nubiërs. Piye, koning van Koesj (Nubië) veroverde rond 740 V.Chr. geheel Egypte en stichtte de 25e dynastie van Egypte, de periode van de zwarte farao's.
Met hulp van de Assyriërs kon Psammetichus I Egypte heroveren. Hij kreeg controle over gehele land in 656 v.Chr. Na enige tijd voelde hij zich sterk genoeg om alle banden met Assyrië op te heffen en de Assyrische invloed verdween. De periode van Saïs, een andere naam voor de 26e dynastie van Egypte, was een eeuw van herleving van Egypte. De Egyptische koning Necho II begon rond 600 v.Chr. aan een kanaal tussen de Nijl en de Rode Zee, het is echter niet duidelijk of hij het zelf voltooide.

## Perzische overheersing
In 526-525 v.Chr. veroverde de Perzische Achaemenidische vorst Cambyses II Egypte en ook deels Nubië. Hiermee werd Egypte onderdeel van een groot kosmopolitisch rijk dat enige tijd zou strekken tot aan de Indus. Keizer Darius I, opvolger van Cambyses, renoveerde Necho II’s kanaal, waaruit het belang blijkt van Egypte als schakel in de handelsverbindingen binnen het Achaemenidische rijk. Ook bouwde Darius enkele tempels in Egypte, waaronder de tempel van Hibis in de Kharga-oase.
Na 404 v.Chr. wisten de Egyptenaren met Griekse hulp, hun onafhankelijkheid te heroveren op de Perzen. De Achaemenidische Artaxerxes III wist echter in 343 v.Chr., met Griekse huurlingen, Egypte weer te heroveren.
Architectuur · Egyptische taal · Egyptologie · Farao · Geografie · Geschiedenis · Hiërogliefen · Kunsten · Mythologie · Personen · Wetenschap